# Europa TV
EUROPA-TV foi um consórcio de cinco empresas europeias de serviço público de televisão da Alemanha (ARD), Irlanda (RTE), Itália (RAI), Países Baixos (NOS), e Portugal (RTP).
O canal aspirava ser pan-europeu, não só no que diz respeito ao seu alcance geográfico, mas também o seu conteúdo de programação. Realizou-se depois da experiência Eurikon que consistiu na produção de um programa de televisão experimental que, ao longo de um período de cinco semanas, foi distribuída em formato de circuito fechado.
EUROPA-TV foi financiado através de contribuições do governo holandês, da Comissão Europeia, das organizações de transmissão participantes, e através de receitas publicitárias. Seu orçamento inicial de três anos foi de 35 milhões de francos suíços.

## História
A EUROPA-TV começou as suas emissões a outubro de 1985.
Inicialmente apenas disponível nos Países Baixos, foi expandido atingindo 4.5 milhões de casas por toda a Europa. Isso inclui accesso a cerca de 1.5 milhões de residências em Portugal onde era transmitido via RTP2 (noutros países era transmitido através da cabo).
Com o objetivo de ultrapassar a barreira das línguas, a EUROPA-TV transmitiu simultaneamente e, várias línguas (em inglês, holandês, alemão e português) possibilitando a população receber a programação do canal na sua língua nativa, mas também através das legendas nas línguas nativas através de teletexto.
Em novembro de 1986, o canal foi obrigado a encerrar as suas emissões, por já ter esgotado o seu orçamento para os três anos iniciais.